# 岸田秀
岸田 秀（きしだ しゅう、1933年12月25日 - ）は、日本の心理学者・精神分析学者・エッセイスト・翻訳家。和光大学名誉教授。
1977年（昭和52年）の『ものぐさ精神分析』が話題になり、思想界を担う存在となった。翻訳書も多数著している。『ものぐさ精神分析』では「人間は本能の壊れた動物である」とし、独自の唯幻論を提言する。妻は文化人類学者の船曳建夫の実姉。

## 経歴

### 幼少期

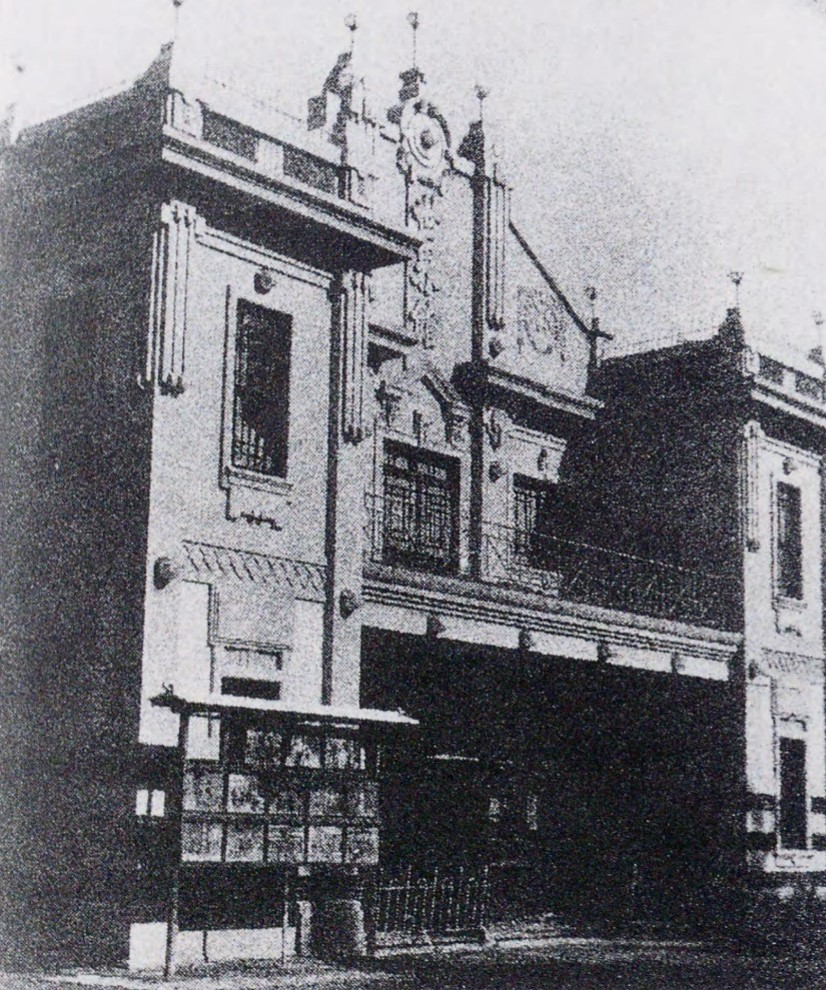
父親が経営していた世界館

1933年（昭和8年）に香川県仲多度郡善通寺町（現・善通寺市）に生まれた。父親は1921年（大正10年）に善通寺町に開館した映画館「世界館」の経営者であり、岸田家は東京・浅草六区にあった「世界館」の経営者でもあった。戦前において、善通寺町の世界館は仲多度郡で最も大きな映画館だった。父親の死後には岸田秀自身も善通寺町の世界館の経営に携わっていた。

### 学生時代
戦後の1946年（昭和21年）、香川県尋常中学校（旧制）に入学。1948年（昭和23年）、学制改革により香川県尋常中学校は香川県立丸亀高等学校に改称した。中学、高校時代は友人と新体詩をつくることに熱中し、ともに新体詩をつくった友人として筆跡学研究者の森岡恒舟（本名：森岡博史）がいる。1952年（昭和27年）3月、香川県立丸亀高校を卒業した。
1956年（昭和31年）3月、早稲田大学第一文学部心理学科を卒業し、1959年（昭和34年）、早稲田大学大学院文学研究科心理学専攻修士課程を修了した。その後、フランスのストラスブール大学大学院に留学した。岸田は同大学院を卒業したと認識していたが、博士号取得の有無を確認していないという。

### 学者として
1972年（昭和47年）、和光大学助教授に就任した。1976年（昭和51年）、和光大学教授に就任した。雑誌『現代思想』『ユリイカ』によって思想界にデビュー。1977年（昭和52年）に上梓した『ものぐさ精神分析』はベストセラーとなり話題となる。柄谷行人も岸田の理論に注目することとなる。1981年（昭和56年）、岸田の理論を信奉した伊丹十三は岸田をメインにすえた思想雑誌『モノンクル』（朝日出版社）を創刊した。1980年代に到来する「ニュー・アカデミズム」の先駆と言われた。
1997年（平成9年）1月30日に「新しい歴史教科書をつくる会」が設立されると、同年6月までに賛同者に加わった。
2004年（平成16年）に和光大学を定年退職した。

## 著作

### 単著
- 『ものぐさ精神分析』（青土社） 1977
- 『二番煎じ ものぐさ精神分析』（青土社） 1979
- 『出がらし ものぐさ精神分析』（青土社） 1980
  - 再編『ものぐさ精神分析』正・続（中公文庫）、のち改版　および増補新版（正編）
- 『希望の原理　週刊本』（朝日出版社） 1985
- 『不惑の雑考』（文藝春秋） 1986、のち文庫
- 『嫉妬の時代』 （飛鳥新社） 1987、のち文春文庫
- 『ふき寄せ雑文集』（文藝春秋） 1989、のち文庫
- 『フロイドを読む』（青土社） 1991、のち河出文庫
- 『ものぐさ箸やすめ』（文藝春秋） 1993、のち文庫
- 『幻想の未来 唯幻論序説』（青土社） 1993、のち河出文庫、講談社学術文庫
- 『母親幻想』（新書館） 1995、改訂版 1998
- 『心はなぜ苦しむのか』（毎日新聞社） 1996、のち朝日文庫
- 『二十世紀を精神分析する』（文藝春秋） 1996、のち文庫
- 『官僚病の起源』（新書館） 1997、改題『歴史を精神分析する』（中公文庫）2007
- 『「日本人の不安」を精神分析する 唯幻論で読み解く現代』（大和書房） 1998
- 『性的唯幻論序説』（文春新書） 1999、増訂版（文春文庫） 2008
- 『幻想に生きる親子たち』（文藝春秋） 2000、文春文庫 2006
- 『日本がアメリカを赦す日』（毎日新聞社） 2001、文春文庫 2004
  - A Place for Apology: War, Guilt, and US-Japan Relations (trans by Yukiko Tanaka). Hamilton Books, 2004. ISBN 0761828494
- 『古希の雑考』（文藝春秋） 2004、文春文庫 2007
- 『唯幻論物語』（文春新書） 2005
- 『嘘だらけのヨーロッパ製世界史』（新書館） 2007、改題『史的唯幻論で読む世界史』（講談社学術文庫）2016
- 『「哀しみ」という感情』（新書館） 2008
- 『唯幻論大全 岸田精神分析40年の集大成』（飛鳥新社） 2013
- 『絞り出し ものぐさ精神分析』（青土社） 2014
- 『唯幻論始末記 わたしはなぜ唯幻論を唱えたのか』（いそっぷ社） 2019 - 著者曰く「人生最後の本」

### 選集
- 『岸田秀コレクション』（青土社） 1992 - 1998：全19冊が刊（共著・訳書も含む）

### 共著・対談集
- 『哺育器の中の大人 精神分析講義』（伊丹十三、朝日出版社、レクチャーブックス） 1978、のち文春文庫、ちくま文庫
- 『日本人と「日本病」について』（山本七平、文藝春秋） 1980、のち文春文庫、文春学藝ライブラリー
- 『対談集 幻想を語る』（青土社） 1981、のち河出文庫（全2巻）
- 『自我の行方』（八木誠一、春秋社） 1982、増補版 1985
- 『仏教と精神分析』（三枝充悳、小学館） 1982、レグルス文庫 1997
- 『対談集 さらに幻想を語る』（青土社） 1985
- 『岸田秀物語論批判』（竹田青嗣、作品社） 1985
- 『黒船幻想 精神分析学から見た日米関係』（ケネス・D・バトラー、トレヴィル） 1986、のち河出文庫
- 『対談集 さらにまた幻想を語る』（青土社） 1988
- 『浮遊する殺意 消費社会の家族と犯罪』（山崎哲、晩成書房） 1990
- 『現代日本人の恋愛と欲望をめぐって』（竹田青嗣、ベストセラーズ） 1992
- 『対談集 唯幻論論』（青土社） 1992
- 『自己分析と他者分析』（町沢静夫、ベストセラーズ） 1995、のち改題『自分のこころをどう探るか』（集英社文庫）
- 『対談集 ものぐさ人間論』（青土社） 1996
- 『対談集 ものぐさ日本論』（青土社） 1996
- 『日韓いがみあいの精神分析』（金両基、中央公論社） 1998、のち中公文庫
- 『対談集 しゃべる唯幻論者』（青土社） 1999
- 『なぜ日本人はいつも不安なのか 寄る辺なき時代の精神分析』（町沢静夫、PHP研究所） 2000
- 『対談集 ものぐさ社会論』（青土社） 2002
- 『対談集 ものぐさ性愛論』（青土社） 2002
- 『アメリカの正義病・イスラムの原理病 一神教の病理を読み解く』（小滝透、春秋社） 2002
- 『一神教 vs 多神教』（三浦雅士、新書館） 2002、のち朝日文庫
- 『日本人はなぜかくも卑屈になったのか』（小滝透、飛鳥新社） 2003
- 『生きる幻想・死ぬ幻想』（小滝透、春秋社） 2005
- 『靖国問題の精神分析』（三浦雅士、新書館） 2005
- 『対談集 日本人はどこへゆく』（青土社） 2005
- 『親の毒 親の呪縛』（原田純、大和書房） 2006
- 『岸田秀最終講義 DVD本』（渡辺豊監督、鈴木晶解説、Id） 2006
- 『官僚病から日本を救うために 岸田秀談話集』（新書館） 2009
- 『日本史を精神分析する 自分を知るための史的唯幻論』（聞き手柳澤健、亜紀書房） 2016

## 翻訳
- 『子どもの思考の起源』（アンリ・ワロン、滝沢武久共訳、明治図書出版） 1968
- 『精神分析の破綻 - フロイドからフロムへ』（ハリー・K・ウェルズ、大月書店） 1969
- 『ウッドロー・ウィルソン 心理学的研究』（ジークムント・フロイト, W・C・ブリット、紀伊國屋書店） 1969
- 『子どもの兄弟関係』（ポーレット・カーン、明治図書出版） 1969
- 『無意識と精神分析』（ジャン＝ポール・シャリエ、せりか書房） 1970、のち新版 1976
- 『現代教育論』上・下（J・アルドワノ、滝沢武久, 久米博共訳、東京大学出版会） 1970
- 『愛の思想 男と女の神話』（スザンヌ・リラール、せりか書房） 1970
- 『拒絶の世界 パリ五月革命の精神分析』（B・グランベルジェ, J・C＝スミルゲル、ぺりかん社） 1970
- 『フロイトかユンクか』（エドワード・グローヴァー、せりか書房） 1971、のち新版 1982
- 『性の象徴的傷痕』（ブルーノ・ベッテルハイム、せりか書房） 1971
- 『ユング心理学入門』（カルヴィン・S・ホール, ヴァーノン・J・ノードバイ、清水弘文堂） 1974
- 『自己との対決 エピローグ』（ヘレーネ・ドイッチュ、河出書房新社） 1974
- 『歴史におけるエロス』（G・ラットレー・テイラー、河出書房新社） 1974
- 『ピェール・リビィエールの犯罪 狂気と理性』（ミシェル・フーコー編、久米博共訳、河出書房新社） 1975
- 『魂の殺害者 教育における愛という名の迫害』（モートン・シャッツマン、草思社） 1975、のち新版 1994
- 『服従の心理 アイヒマン実験』（スタンレー・ミルグラム、河出書房新社） 1975
- 『ユダヤ神秘主義とフロイド』（ディヴィド・バカン、久米博, 富田達彦共訳、紀伊國屋書店） 1976、のち新版 2009
- 『ラカン 象徴的なものと想像的なもの』（ジャン＝ミシェル・パルミエ、青土社） 1977
- 『フロイト 生と死』上・下（マックス・シュール、安田一郎共訳、誠信書房） 1978 - 1979
- 『怒りの精神分析』（ジャック・バーンバウム、日本ブリタニカ） 1980
- 『フロイド 精神分析の冒険』（ロベール・アリエル、ミシェル・シメオン画、鈴木晶共訳、リブロポート） 1981
- 『性幻想と不安』（ドロシー・ディナースタイン、寺沢みづほ共訳、河出書房新社） 1984
- 『「異議申し立て」の精神分析』（B・グランベルジェ, J・C・スミルゲル、南想社） 1985
- 『フロイトと後継者たち』上・下（ポール・ローゼン、高橋健次, 富田達彦共訳、誠信書房） 1987 - 1988
- 『カサノバ・コンプレックス 浮気心の研究』（ピーター・トラクテンバーグ、飛鳥新社） 1989
- 『エスの本 無意識の探究』（ゲオルク・グロデック、山下公子共訳、誠信書房） 1991、のち講談社学術文庫 2018
- 『マゾヒズムの発明』（ジョン・K・ノイズ、加藤健司共訳、青土社） 2002
- 『アルベルト・フジモリ、テロと闘う』（アルベルト・フジモリ、中公新書ラクレ） 2002
- 『大統領への道 アルベルト・フジモリ回想録』（中央公論新社） 2003
- 『高校生からのフロイト漫画講座』（マイエール・コリンヌ, シモン・アンヌ、いそっぷ社） 2014

### ジャン・ピアジェ
- 『判断と推理の発達心理学』（ジャン・ピアジェ、滝沢武久共訳、国土社） 1969
- 『子どもの因果関係の認識』（ピアジェ、明治図書出版） 1971
- 『哲学の知恵と幻想』（ピアジェ、滝沢武久共訳、みすず書房） 1971
- 『記憶と知能』（ピアジェ, B・インヘルダー、久米博共訳、国土社） 1972
- 『心像の発達心理学』（ピアジェ, インヘルダー、久米博共訳、国土社） 1975